# Amphisbaena bakeri
Espèce
Amphisbaena bakeri est une espèce d'amphisbènes de la famille des Amphisbaenidae.

## Répartition
Cette espèce est endémique de Porto Rico. 

## Publication originale
- Stejneger, 1904 : The herpetology of Porto Rico. Annual Report of the United States National Museum for 1902, p. 549-724 (texte intégral).